# Nybron, Uppsala
Nybron är en bro som leder Drottninggatan över Fyrisån i centrala Uppsala. Den första bron på denna plats tillkom 1645 efter att Drottninggatan skapats i stadsregleringsplanen från 1643. Den bron var av trä och förstördes i Stadsbranden i Uppsala 1702. Efter branden byggdes en stenbro med valvkonstruktion som revs 1899.
Den nuvarande bron byggdes därefter upp som en plan överfart efter ritningar av Zakarias Larsson, och breddades 1953. 1956 passerades bron av över 12 000 motorfordon per dag, men idag leds stora delar av den trafiken andra vägar. Brons körfält byggdes om vid en trafikreglering 2005.